# Herz-Jesu-Kirche (Hradec Králové)

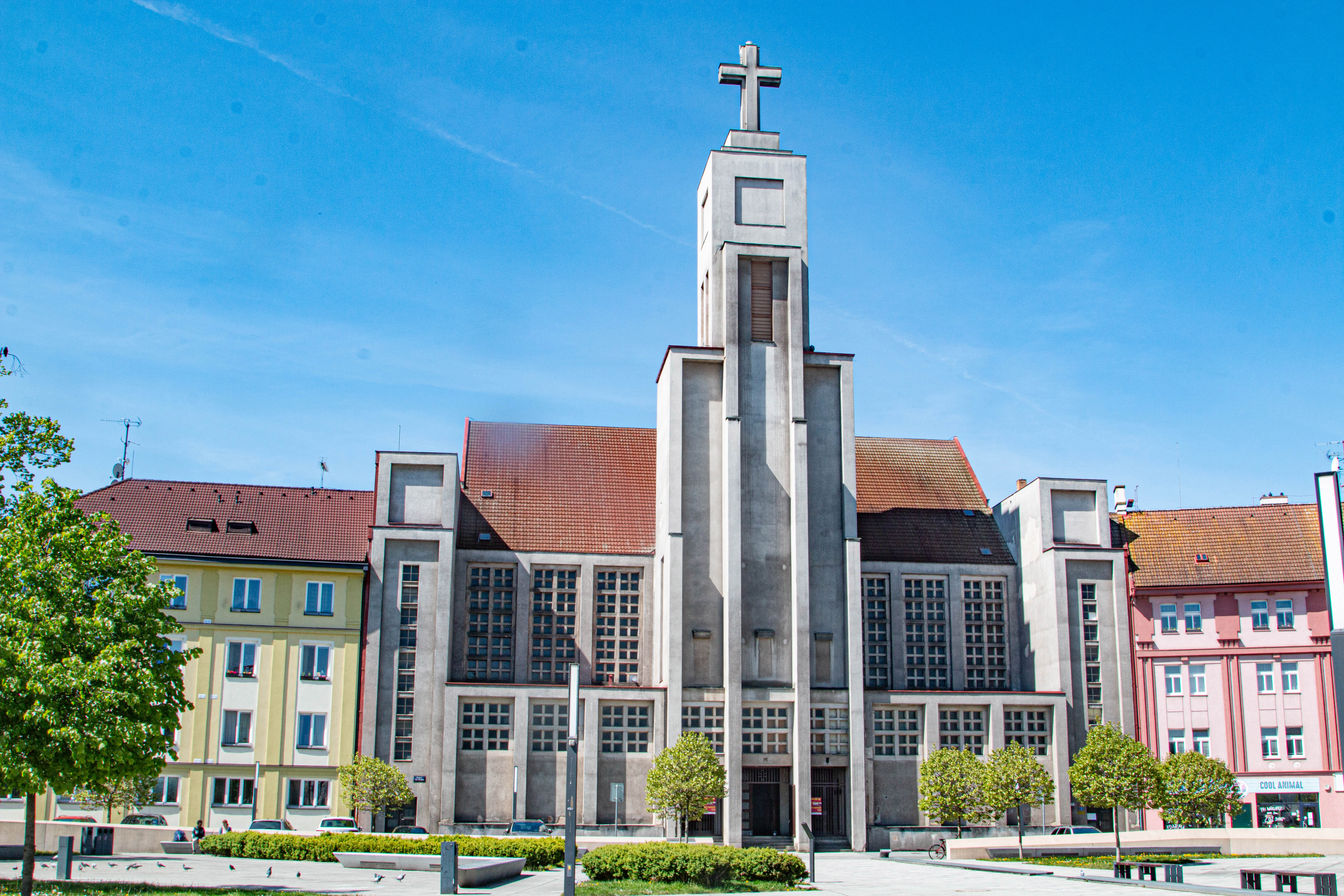
Die Herz-Jesu-Kirche in Hradec Králové (2023)

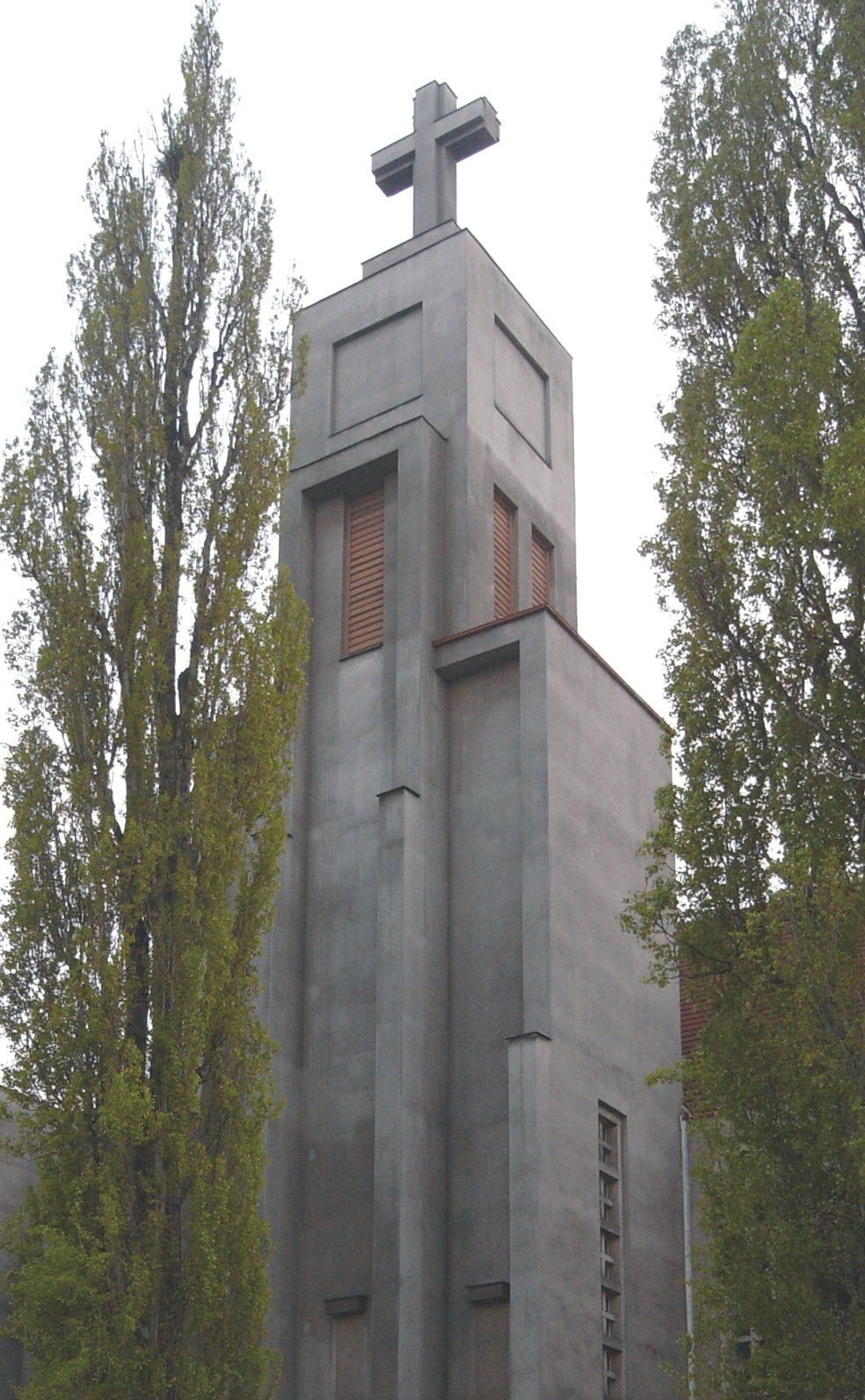
Turmbau der Kirche (2009)

Die Herz-Jesu-Kirche (tschechisch Kostel Božského srdce Páně) in Hradec Králové ist ein Bau der tschechischen funktionalistischen Architektur in einem durch die Moderne architektonisch beeinflussten Stadtteil. Diese römisch-katholische Kirche wurde zur Erinnerung an die Gefallenen des Ersten Weltkriegs aus der Diözese Hradec Králové errichtet.

## Lage
Der Kirchenbau befindet sich im Stadtteil Pražské předměstí (Prager Vorstadt) an der nördlichen Seite des Náměstí 28. října (Platz des 28. Oktobers) in Nähe des Hauptbahnhofes von Hradec Králové.

## Bauwerk
Die Herz-Jesu-Kirche ist ein denkmalgeschütztes Bauwerk des Architekten Bohumil Sláma, das nach fast vierjähriger Bauzeit im Jahr 1932 vollendet wurde. Die Grundsteinlegung des Baus erfolgte 1928 zum 10. Jahrestags des Bestehens der Tschechoslowakischen Republik.
Der Kirchenbau besitzt einen sich nach oben in zwei Stufen verjüngenden Turm mit einer Höhe von 45 Metern. Auf ihm befindet sich ein Kreuz. Das Kreuz ist sechs Meter hoch und seine horizontalen Schenkel 1,25 Meter lang. Es besteht aus Stahlbeton und steht in zentrischer Lage vor dem Hauptschiff.
Der Haupteingang in Form eines nach innen versetzten Portals befindet sich an der Südseite der Kirche. Der Eingang wird von drei Durchgängen am Fuße des Turmes gebildet. Die mit Oberlichtfunktion angeordneten Fenster mit einer kreuzartigen Hauptrippe sind in kleinere kreuzförmig angeordnete Felder unterteilt.
Die Hauptbauteile bestehen aus Stahlbeton, der an seiner Außenseite verputzt ist.

## Innenraum
Der Hauptraum wird von einem Tonnengewölbe gebildet, das durch mehrere gurtartige Stützen getragen wird. Das Tageslicht kann durch große hochformatige Oberlichtfenster an der Südfassade in den sonst eher dunkel wirkenden Raum eintreten.
Von besonderer Wirkung im Kirchenraum ist der Hauptaltar, der mit ausländischen Natursteinen von Lehrern und Schülern der Steinmetzschule in Hořice im neuromanischen Stil geschaffen wurde. An der Ausführung waren Václav Henc, Josef Špráchal und Emanuel Malý beteiligt. Der Altar war ursprünglich vom österreichisch-ungarischen Kaiser Franz Joseph für die Kathedrale der Heiligen Maria im istrischen Pula bestimmt worden. Hierfür hatte er um 1893 die erforderlichen Gesteinsstücke mit einer Schiffsladung in Pula anliefern lassen. Der spätere Bischof Mořic Pícha und der Hořicer Apotheker Jan Levit bemühten sich nach dem Ende der Donaumonarchie um die Beschaffung des Altars, den sie für den Kirchenneubau in der Prager Vorstadt von Hradec Králové vorgesehen hatten. Erst 1937 wurde er in diese Kirche eingebaut.
1934 wurde der Altar auf der Ausstellung Podkrkonošská výstava českého odboje (Riesengebirgsvorland-Ausstellung über den tschechischen Widerstand) in Hořice den Besuchern gezeigt. Seine Herstellung kostete 61.000 Tschechoslowakische Kronen. Diese Kosten entstanden durch die kunstvolle Arbeit an einigen Teilen und den ausgewählten Gesteinen. Verwendet wurden eine besondere Sorte von Carrara-Marmor und ein gelber Onyxmarmor aus Ägypten.